# South Willard
South Willard és una concentració de població designada pel cens dels Estats Units a l'estat de Utah. Segons el cens del 2000 tenia 586 habitants.

## Demografia
Segons el cens del 2000, South Willard tenia 586 habitants, 209 habitatges, i 156 famílies. La densitat de població era de 38,9 habitants per km².
Dels 209 habitatges en un 39,2% hi vivien nens de menys de 18 anys, en un 66,5% hi vivien parelles casades, en un 6,7% dones solteres, i en un 24,9% no eren unitats familiars. En el 23% dels habitatges hi vivien persones soles el 7,7% de les quals corresponia a persones de 65 anys o més que vivien soles. El nombre mitjà de persones vivint en cada habitatge era de 2,8 i el nombre mitjà de persones que vivien en cada família era de 3,34.
Per edats la població es repartia de la següent manera: un 29% tenia menys de 18 anys, un 12,3% entre 18 i 24, un 29,4% entre 25 i 44, un 17,4% de 45 a 60 i un 11,9% 65 anys o més.
L'edat mediana era de 31 anys. Per cada 100 dones de 18 o més anys hi havia 104,9 homes.
La renda mediana per habitatge era de 43.214 $ i la renda mediana per família de 45.000 $. Els homes tenien una renda mediana de 36.607 $ mentre que les dones 20.938 $. La renda per capita de la població era de 16.560 $. Entorn del 9,5% de les famílies i el 7,4% de la població estaven per davall del llindar de pobresa.

## Poblacions més properes
El següent diagrama mostra les poblacions més properes.